# Science-Fiction-Jahr 1908
Übersicht

◄◄ | ◄ | 1904 | 1905 | 1906 | 1907 | Science-Fiction-Jahr 1908 | 1909 | 1910 | 1911 | 1912 | ► | ►►

Weitere Ereignisse

## Ereignisse
In der Berliner Druck- und Verlagsanstalt m.B.H. erschien das erste Heft der Reihe Der Luftpirat und sein lenkbares Luftschiff, von der bis 1911 165 Hefte eines bis heute nicht eindeutig erkannten Autors herausgegeben wurden.

## Neuerscheinungen Literatur
| Deutscher Titel                                                                                    | Deutschsprachiges Erscheinungsjahr | Originaltitel               | Autor                    | Anmerkungen |
| -------------------------------------------------------------------------------------------------- | ---------------------------------- | --------------------------- | ------------------------ | ----------- |
| Bansai!                                                                                            | –                                  | –                           | Ferdinand Grautoff       |             |
| Bezwinger der Natur                                                                                | –                                  | –                           | Oskar Hoffmann           |             |
| Das Haus an der Grenze                                                                             |                                    | The House on the Borderland | William Hope Hodgson     |             |
| Das Heil der Höhe                                                                                  | –                                  | –                           | Richard Otto Frankfurter |             |
| Der Marsspion und andere Novellen                                                                  | –                                  | –                           | Carl Grunert             |             |
| Der Prinz und sein Onkel                                                                           | –                                  | –                           | Paul Thiem               |             |
| Der Schrecken der Völker                                                                           | –                                  | –                           | Ewald Gerhard Seeliger   |             |
| Der Weltstreik                                                                                     | –                                  | –                           | John Merriman            |             |
| Die Engländer kommen!                                                                              | –                                  | –                           | Heinz Wilhelm Clobes     |             |
| Die Insel der Pinguine                                                                             | 1909                               | L’Île des Pingouins         | Anatole France           |             |
| Die Jagd nach dem Meteor                                                                           | 1908                               | La Chasse au météore        | Jules Verne              |             |
| Die künstlichen Menschen                                                                           | –                                  | –                           | John Merriman            |             |
| Die Marsmenschen kommen                                                                            | –                                  | –                           | John Merriman            |             |
| Die Reise zum Mars                                                                                 | 1908                               | –                           | Hans Dominik             |             |
| Die Überwinder des Todes                                                                           | –                                  | –                           | Oskar Kresse             |             |
| Die Vergangenheit unserer Zukunft?                                                                 | –                                  | –                           | Gustav Adolf Melchers    |             |
| Die Volksschule im Jahre 2008                                                                      | –                                  | –                           | E. Grunwald              |             |
| Die Welt verhungert                                                                                | –                                  | –                           | John Merriman            |             |
| Die zukünftige Welt                                                                                | –                                  | –                           | Marie Vaerting           |             |
| Europa in Flammen                                                                                  | –                                  | –                           | Michael Wagebald         |             |
| Im Kampf um Südamerika                                                                             | –                                  | –                           | Condor                   |             |
| In fünfzig Jahren                                                                                  | –                                  | –                           | Ernst Scherz             |             |
| „Katechismus mundi renovati“ oder „Die Zukunftsstaaten“ um das Jahr 2000 christlicher Zeitrechnung | –                                  | –                           | Leo Stern                |             |
| Schloss Nornepygge                                                                                 | –                                  | –                           | Max Brod                 |             |
| Zukunftsmärchen                                                                                    | –                                  | –                           | Pauline Steffens         |             |

## Neuerscheinungen Filme
| Deutscher Titel       | Deutschsprachiges Erscheinungsjahr | Originaltitel      | Regie             | Anmerkungen |
| --------------------- | ---------------------------------- | ------------------ | ----------------- | ----------- |
| Das elektrische Hotel |                                    | El hotel eléctrico | Segundo de Chomón |             |

## Neuerscheinungen Heftserien
- Der Luftpirat und sein lenkbares Luftschiff, 1908–ca. 1911/1912, 165 Heftromane

## Geboren
- Nigel Balchin († 1970)
- Nelson Slade Bond († 2006)
- Albert Karl Burmester († 1974)
- Cleve Cartmill († 1964)
- Ivan Efremov, andere Schreibweise von Iwan Jefremow oder Iwan Antonowitsch Jefremow († 1972)
- John Russell Fearn († 1960)
- Gertrude Friedberg († 1989)
- Tommaso Landolfi († 1979)
- George Langelaan († 1972) schrieb mit Die Fliege die Vorlage zum Film Die Fliege
- H. L. Lawrence († 1990)
- Angus MacVicar († 2001)
- Peter de Mendelssohn († 1982)
- Robert Merle († 2004)
- Wilmar H. Shiras († 1990)
- Paul Tabori († 1974)
- Ilja Warschawski († 1974)
- Hans Weigel († 1991)
- Jack Williamson († 2006)

## Gestorben
- Friedrich August Feddersen (* 1838)
- Franz Treller (* 1839)